# Manabu Miyazaki
Manabu Miyazaki (宮崎学, Miyazaki Manabu), né dans la préfecture de Nagano en 1949, est un photographe japonais de la nature. 
Son travail Fukurō / Ural Owl lui vaut de remporter le prix Ken Domon en 1990. En 1996, deux de ses livres sont couronnés par le Kodansha Publishing Culture Award ((講談社出版文化賞)) pour un ouvrage de photographie.